# 大切爾尼希夫卡 (盧甘斯克州)

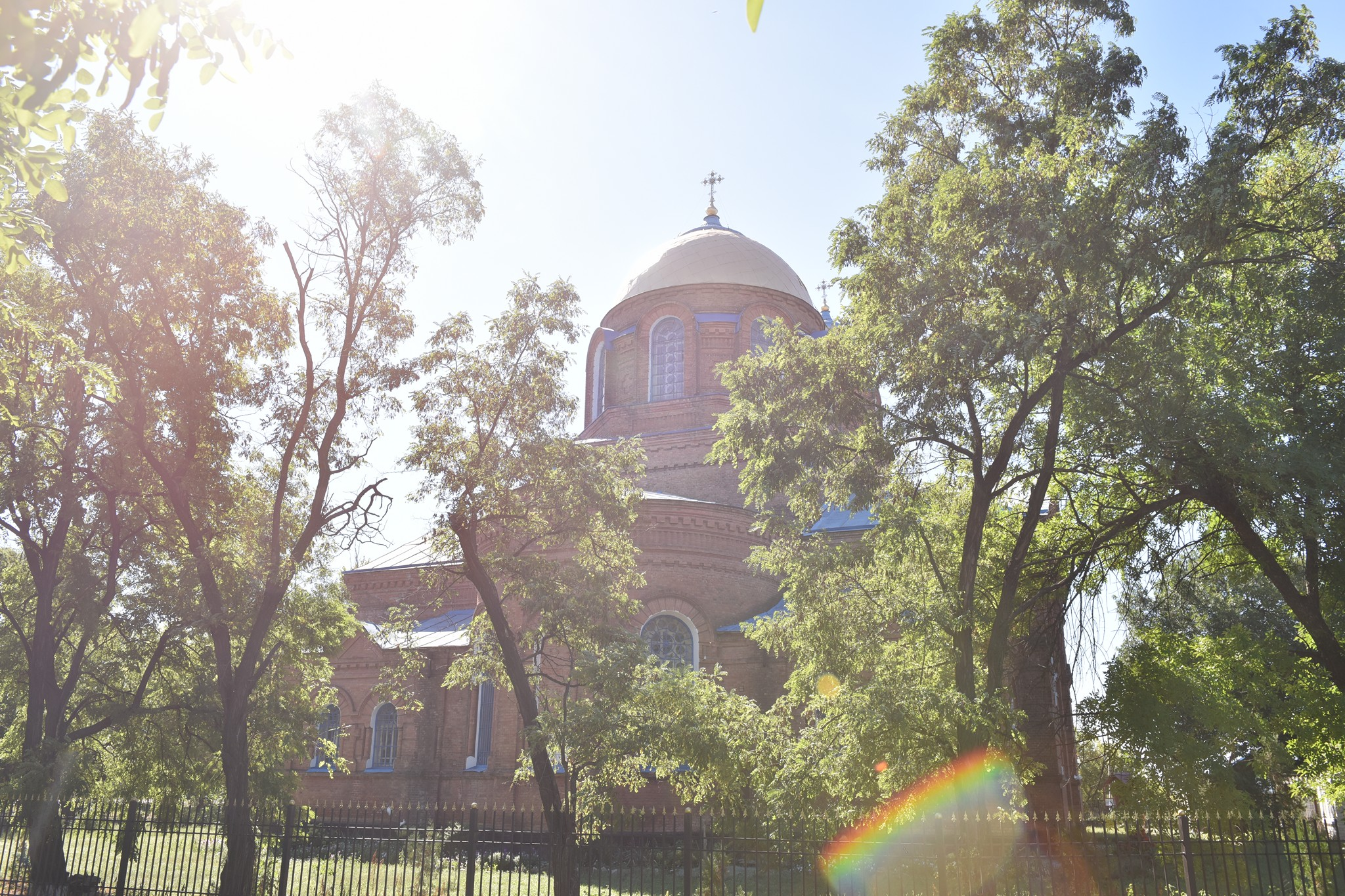
教堂

大切爾尼希夫卡（烏克蘭語：Велика Чернігівка）是位於烏克蘭東部的村莊，由盧甘斯克州夏斯佳區的下泰普萊市鎮負責管轄。該村始建於1746年，面積5.43平方公里，海拔高度72米，2001年人口1,460。